# Julius von Bose
Friedrich Julius Wilhelm Graf von Bose (12 de septiembre de 1809 - 22 de julio de 1894) fue un general prusiano quien comandó el XI Cuerpo de Ejército prusiano durante la guerra franco-prusiana.

## Biografía
En 1821 Bose era un page en la corte de Weimar. Bose entró en el 26.º Regimiento de Infantería en 1826. Se convirtió en oficial en 1829. Desde 1832 hasta 1835 estudió en la Academia Militar Prusiana, que era un prerrequisito para unirse al Estado Mayor. Bose sirvió como adjunto en varias posiciones entre 1835 y 1852. En 1853 se convirtió en mayor en el Estado Mayor. En 1858 Bose pasó a ser jefe del Estado Mayor del IV Cuerpo de Ejército. En 1860 fue promovido a coronel y le fue dado el comando de un regimiento de infantería. Un año más tarde recibió una posición en el Ministerio Prusiano de Guerra.
Bose fue promovido a mayor general en 1864. Durante la guerra austro-prusiana Bose comandó la 15.ª Brigada de Infantería, con la que se distinguió en Podol, Münchengrätz y Sadowa. Al finalizar la guerra fue ascendido a teniente-general y se le dio el mando de la 20.ª División de Infantería. Cuando se inició la guerra franco-prusiana en agosto de 1870, Bose recibió el comandamiento del XI Cuerpo de Ejército, con el que sirvió en la batalla de Wörth donde fue herido. Sus heridas lo mantuvieron fuera de la guerra hasta 1871.
Por sus servicios durante la guerra le fue dado un donativo de 100.000 táleros. En 1880 fue ennoblecido con el título de conde.

## Condecoraciones
- Orden de la Corona de Hierro, 3.ª clase (Austria, 15 de junio de 1852)
- Caballero de honor de la Orden de San Juan del Bailiazgo de Brandeburgo (19 de enero de 1854)
- Comandante de la Orden de la Espada con Estrella (Suecia)
- Caballero de la Orden de Leopoldo (Austria) (19 de diciembre de 1863)
- Caballero de segunda clase de la Orden de Santa Ana (Rusia, 11 de junio de 1864)
- Pour le Mérite (20 de septiembre de 1866)
- Cruz de Hierro, 1.ª y 2.ª clase
- Gran cruz de la Orden al Mérito Militar (Wurtemberg, 18 de marzo de 1871)
- Gran cruz de la Orden de Felipe el Magnánimo (Hesse, 10 de junio de 1873)
- Caballero gran cruz de la Orden del Águila Roja con Hojas de Roble y Espadas (Prusia, 12 de septiembre de 1874)
- Caballero de la Orden de San Alejandro Nevski (Rusia, 24 de junio de 1875)
- Caballero de la Orden del Águila Negra (Prusia, 8 de octubre de 1876)
- Cruz y Estrella del Gran Comandante de la Real Orden de la Casa de Hohenzollern (18 de enero de 1878)